# Dolmen de Viera
El dolmen de Viera es un monumento megalítico, declarado Patrimonio Mundial de la Unesco el 15 de julio de 2016 y Bien de Interés Cultural, situado en la ciudad española de Antequera (Málaga), formando parte del Sitio de los Dólmenes de Antequera. Se encuentra en el recinto primero junto al dolmen de Menga, en la zona monumental denominada Campo de los Túmulos. 

## Estructura
Es el prototipo de sepulcro de corredor (vinculado a la tradición atlántica) construido con ortostatos y cobijas y orientado hacia el amanecer del sol en los equinoccios. Posee una cámara cuadrada (210 cm de altura y 180 cm de ancho), al final de los 21 metros de corredor (185 cm de altura y 120 cm de ancho). Algunos ortostatos del tramo norte exterior del corredor de Viera aparecen decorados por oquedades o “cazoletas” muy típicas del arte esquemático; en el interior se aprecian restos de pintura rojiza y óxido. La estructura del dolmen se cubre con un túmulo de 50 m de diámetro, como el dolmen de Menga.

## Historia
Construido en el 3510-3020 a. C. aprox. (Neolítico), fue descubierto en febrero de 1903 por los hermanos José Viera Fuentes y Antonio Viera Fuentes, funcionarios del Ayuntamiento de Antequera, quienes lo llamaron inicialmente la Cueva Chica, en contraposición a la cueva de Menga, de mayores dimensiones; posteriormente el arqueólogo Manuel Gómez-Moreno Martínez la denominará “dolmen de Viera” en honor a estos hermanos.
La primera intervención de restauración documentada tiene lugar en 1941 de manos del arquitecto Francisco Prieto-Moreno y Pardo, arquitecto conservador de la Alhambra y arquitecto de Zona de Bellas Artes del Ministerio de Educación, consistente en la limpieza del corredor, la creación de tres escalones de bajada para facilitar el acceso, la reconstrucción de los taludes con piedras y el arreglo de la cancela para su cierre. 
Su última intervención, de manos del arquitecto Ciro de la Torre Fragoso, data del año 2004 cuando, con objeto de resolver los problemas de conservación debido a las filtraciones por el túmulo, se consolidan las estructuras, mejoran los drenajes y se genera una nueva imagen exterior a partir del recrecido del túmulo y la formalización del atrio, que es la que se percibe actualmente.

## Valor cultural
Es el prototipo de dolmen de la península ibérica, orientado al amanecer del sol en los equinoccios de primavera y otoño, de modo que la luz del sol entra estos días hasta el borde de la cámara mortuoria, dando lugar a los rituales del paso de la vida a la muerte, de la luz a la oscuridad. De este modo, queda marcado en piedra el centro de los recorridos extremos del sol entre los equinoccio de primavera otoño, apareciendo las cuatro estaciones, tan importantes para las comunidades agrícolas del Neolítico de las tierras de Antequera, constructoras de estos megalitos. Este fenómeno ha sido estudiado por el arqueoastrónomo Michael Hoskin en su obra Tumbas, templos y sus orientaciones: una nueva perspectiva sobre la Prehistoria del Mediterráneo (2001).

## Grado de protección
- 1923: declaración conjunta de los dólmenes de Menga y Viera como Monumento Nacional.
- 2009: declaración BIC de los dólmenes de Antequera como zona arqueológica, constituida por los dólmenes de Menga y Viera y el tholos de El Romeral.[6]
- 2016: Patrimonio Mundial en la figura del Sitio de los Dólmenes de Antequera